# نلو وینگادا
ادواردو مانوئل مارتینو وینگادا (به پرتغالی: Eduardo Manuel Martinho Vingada) معروف به نلو وینگادا (متولد ۳۰ مارس ۱۹۵۳ در سرپا، پرتغال) مربی فوتبال اهل پرتغال است. وینگادا سابقه مربیگری در باشگاه فوتبال پرسپولیس و تیم ملی فوتبال امید ایران را هم داشته‌است.

## سابقه
وینگادا دستیار کارلوس کرش در تیم ملی جوانان پرتغال در دو جام جهانی جوانان ۱۹۸۹ عربستان و ۱۹۹۱ پرتغال بود که هر دو با قهرمانی پرتغال پایان یافتند.
به عنوان سرمربی به همراه تیم ملی فوتبال عربستان در جام ملت‌های آسیا ۱۹۹۶ امارات قهرمان شد. در جریان مسابقات مقدماتی جام جهانی ۱۹۹۸ برکنار شد و یک‌سال به عنوان کمک مربی گریم سونس در تیم بنفیکا لیسبون فعالیت کرد. سپس از ۱۹۹۹ تا ۲۰۰۳ سرمربی باشگاه ماریتیمو در پرتغال بود.
وینگادا در سال ۲۰۰۴ به همراه تیم زمالک قهرمان مصر شد و سپس هدایت تیم ملی امید مصر در جریان مسابقات مقدماتی المپیک پکن را برعهده داشت که به صعود این تیم نینجامید. وینگادا پیشنهاد فدراسیون فوتبال مصر برای ادامه مربی‌گری در این تیم را نپذیرفت و به تیم مراکشی الوداد پیوست. اما تنها شش هفته بعد با پیشنهاد سرمربی‌گری تیم ملی فوتبال اردن روبه‌رو شد و از سال ۲۰۰۷ تا ۲۰۰۹ مربی این تیم بود. او در سال ۲۰۰۹ نیز با باشگاه پرسپولیس تهران قرارداد بست.